# Patrik Čavar
Patrik Ćavar (nascut el 24 de març de 1971 a Metković), és un exjugador d'handbol croat, que va participar en els Jocs Olímpics d'Estiu de 1996.
Ha sigut un dels millors jugadors d'handbol de la dècada de 1990 que han passat per la lliga ASOBAL, on va jugar quatre temporades al FC Barcelona, i quatre més al BM Granollers. Esportista polivalent, un autèntic tot terreny, ha jugat de central, extrem esquerre i fins i tot de pivot en la seva última època al BM Granollers.
El 1996, formà part de la selecció croata que va guanyar la medalla d'or a les olimpíades d'Atlanta.
El 2009, Ćavar viu a Miami, Florida.

## Palmarès individual
- Millor jugador de la Lliga Asobal 1998 - 99
- Màxim golejador dels Jocs Olímpics d'Estiu de 1996
- Inclòs en l'equip ideal dels Jocs Olímpics d'Estiu de 1996
- 5 vegades millor jugador de la lliga de Croàcia
- 5 vegades màxim golejador de la lliga de Croàcia

## Palmarès amb la selecció
- 133 Partits amb la selecció de Croàcia
- 45 Partits amb la selecció Júnior de Iugoslàvia
- Selecció de Iugoslàvia
  -  Medalla de bronze al Mundial Junior d'Espanya 1989
- Selecció de Croàcia
  -  Medalla d'or als Jocs Olímpics d'Estiu de 1996
  -  Medalla d'argent al Campionat del món d'Islàndia 1995
  -  Medalla de bronze al Campionat d'Europa de Portugal 1994

## Palmarès per clubs
- 5 Copes d'Europa: 1991-92, 1992-93, 1997-98, 1998-99 i 1999-00
- 3 cops subcampió de la Copa d'Europa: 1994-95 i 1995-96
- 3 Supercopes d'Europa: 1997-98, 1998-99 i 1999-00
- 7 Lligues de Croàcia: 1990-91, 1991-92, 1992-93, 1993-94, 1994-95, 1995-96 i 1996-97
- 3 Lligues ASOBAL: 1997-98, 1998-99 i 1999-00
- 2 Copes del Rei: 1997-98 i 1999-00
- 2 Copes ASOBAL: 1999-00 i 2000-01
- 3 Supercopes d'Espanya: 1997-98, 1999-00 i 2000-01